# Outerbanks Entertainment
Outerbanks Entertainment ist eine amerikanische Fernseh- und Filmfirma, die am 29. Juni 1995 von Kevin Williamson gegründet wurde.
Sein Name ist ein Hinweis auf Williamson Ursprünge in Oriental, North Carolina.

## Fernsehproduktion
- 1998–2003: Dawson’s Creek (Dawson’s Creek)
- 1999: Wasteland (Wasteland)
- 2002: Crime Scene Lake Glory (CSL – Crime Scene Lake Glory)
- 2011–2012: The Secret Circle
- 2013–2015: The Following
- 2014–2015: Stalker